# Vuelo 182 de Pacific Southwest Airlines
El vuelo 182 de Pacific Southwest Airlines era un vuelo programado de Pacific Southwest Airlines desde Sacramento a Los Ángeles y San Diego. El 25 de septiembre de 1978, el Boeing 727-214 de 10 años y 3 meses con matrícula N533PS, chocó con una avioneta privada Cessna 172, matrícula N7711G, sobre San Diego, California.
El número de fallecidos fue 144 convirtiéndolo a la fecha en el peor desastre aéreo más mortífero de California, y fue el primer incidente aéreo de Pacific Southwest Airlines con víctimas mortales. También fue el peor desastre aéreo con más fallecidos en los Estados Unidos hasta que el vuelo 191 de American Airlines se estrellara ocho meses después.
El Boeing se estrelló en North Park, un barrio residencial de San Diego, muriendo las 135 personas a bordo. Los dos tripulantes del Cessna también murieron, al igual que siete personas en tierra, incluyendo dos niños. Otras nueve personas fueron heridas y 22 casas fueron destruidas o dañadas.
El informe de investigación de la Junta Nacional de Seguridad del Transporte NTSB/AAR-79-05, publicado el 19 de abril de 1979, determinó que la causa probable del accidente fue el fallo de los pilotos del vuelo de PSA en seguir los procedimientos de control de tráfico aéreo (ATC) adecuados. La tripulación del vuelo 182 perdió de vista al Cessna en contravención de las instrucciones del ATC de «mantener la separación visual de ese tráfico», y no alertó al ATC de que lo habían perdido de vista. Los errores por parte del ATC también se mencionaron como factores contribuyentes, incluido el uso de procedimientos de separación visual cuando se disponía de autorizaciones de radar. Además, los pilotos de Cessna, por razones desconocidas, no mantuvieron su rumbo este-noreste asignado de 070° después de completar un enfoque de instrumento de práctica, Tampoco notificaron a ATC de su cambio de rumbo.

## Accidente

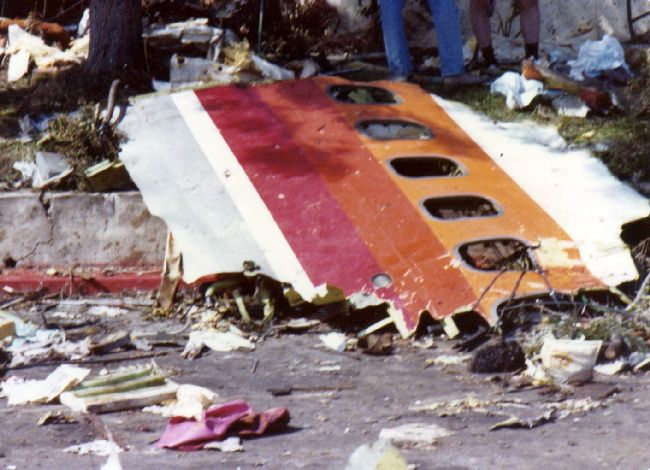
Restos del vuelo 182 de PSA después del accidente.

En la mañana del 25 de septiembre de 1978, el vuelo 182 de Pacific Southwest Airlines partió de Sacramento hacia San Diego vía Los Ángeles. La tripulación de siete personas con base en San Diego estaba formada por el capitán James E. McFeron (42); El primer oficial Robert E. Fox (38); El ingeniero de vuelo Martin J. Wahne (44); y cuatro auxiliares de vuelo. El vuelo de Sacramento a Los Ángeles transcurrió sin incidentes. A las 8:34 a. m., el vuelo 182 partió de Los Ángeles. El primer oficial Fox era el piloto que volaba. Había 128 pasajeros a bordo, incluidos 29 empleados de PSA. El clima en San Diego esa mañana fue soleado y despejado con 10 millas (16 km) de visibilidad.
A las 8:59 a. m., el controlador de aproximación alertó a la tripulación de PSA sobre un pequeño avión Cessna 172 Skyhawk cercano. El Cessna estaba siendo pilotado por dos pilotos con licencia. Uno era Martin Kazy Jr., de 32 años, que poseía habilitaciones de vuelo monomotor, multimotor e instrumental, así como un certificado comercial y un certificado de instructor de vuelo instrumental. Había volado un total de 5.137 horas. El otro, David Boswell, de 35 años, sargento de la Infantería de Marina de los EE. UU., Poseía calificaciones de motor único y multimotor y un certificado comercial. Había volado 407 horas en el momento del accidente y estaba practicando aproximaciones al sistema de aterrizaje por instrumentos bajo las instrucciones de Kazy en busca de su habilitación por instrumentos. Habían salido de Montgomery Field y navegaban bajo las reglas de vuelo visual, que no requerían la presentación de un plan de vuelo. Boswell llevaba una «capucha» para limitar su campo de visión directamente hacia el panel de la cabina, muy parecido a una visera solar de gran tamaño con paneles verticales para bloquear la visión periférica, lo cual es normal en el entrenamiento IFR. En el momento de la colisión, el Cessna estaba en la aproximación frustrada (en condiciones meteorológicas visuales) desde la Pista 9 de Lindbergh, en dirección este y ascendiendo. El Cessna estaba en comunicación con el control de aproximación de San Diego.
El vuelo 182 de PSA superó al Cessna, que estaba directamente debajo de él, ambos aproximadamente en un rumbo 090 (hacia el este). La colisión ocurrió a unos 2.600 pies (790 m). Según varios testigos en el suelo, primero escucharon un fuerte sonido metálico «como un crujido», luego una explosión, y un fuego los hizo mirar arriba.

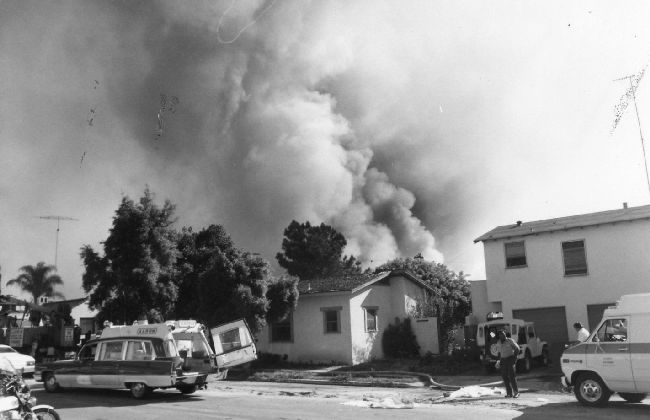
La prensa estadounidense al día siguiente del accidente, con una de las dos fotos tomadas por Hans Wendt en la portada.

El fotógrafo del personal Hans Wendt (1934-2013) de la Oficina de Relaciones Públicas del Condado de San Diego asistía a un evento de prensa al aire libre con una cámara fija y pudo tomar dos fotografías posteriores a la colisión del 727 que se caía y su ala derecha ardía. El camarógrafo Steve Howell del canal de televisión local 39 asistía al mismo evento y capturó el Cessna en vídeo mientras caía a tierra, el sonido del 727 impactando y la nube en forma de hongo del choque resultante. Por su cobertura del desastre, The San Diego Evening Tribune, un predecesor de The San Diego Union-Tribune, recibió un premio Pulitzer en 1979 por «Reportajes de noticias locales, generales o de actualidad».
Los restos del Cessna cayeron en picada al suelo, su estabilizador vertical se arrancó de su fuselaje y se dobló hacia la izquierda, sus escombros golpearon alrededor de 3.500 pies (1.100 m) al noroeste de donde cayó el 727. El ala derecha del PSA 182 sufrió graves daños, lo que hizo que el avión fuera incontrolable y lo envió a toda velocidad hacia una orilla derecha cerrada (se ve claramente en las fotos de Wendt) y el tanque de combustible en su interior se rompió y comenzó un incendio, cuando esta conversación final tuvo lugar dentro del cabina:

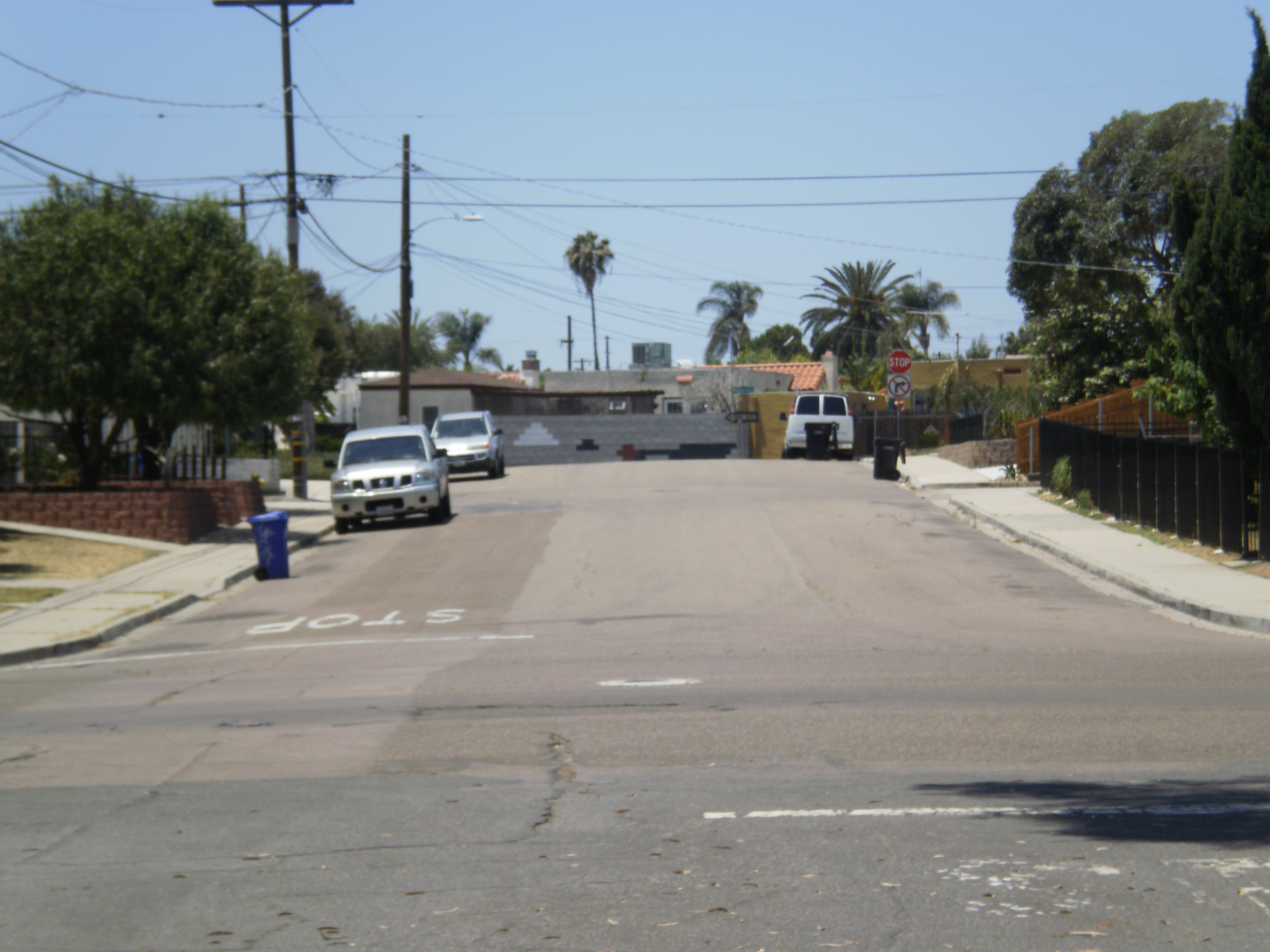
Lugar del accidente de PSA 182 tal como apareció en 2010: mirando hacia el oeste por Dwight St., la intersección de Nile Street está en primer plano; Intersección de Boundary St. en el fondo. El impacto inicial fue de unos 30 pies (9,1 m) a la derecha del fotógrafo, en Nile St.

El vuelo 182 chocó contra una casa en 3611 Nile Street, 3 millas (5 km) al noreste de Lindbergh Field, en una sección residencial de San Diego conocida como North Park. Luego impactó el camino de entrada de la casa a 260 kN (300 mph; 480 km/h), con la nariz hacia abajo mientras se inclinaba 50° a la derecha. Las lecturas sismográficas indicaron que el impacto se produjo a las 09:02:07, aproximadamente 2,5 segundos después de que la grabadora de voz de la cabina se apagara. El avión se estrelló justo al oeste de la autopista I-805, a unos 30 pies (9,1 m) al norte de la intersección de las calles Dwight y Nile, y la mayor parte del campo de escombros se extendió en dirección noreste a suroeste hacia Boundary Street. Una de las alas del avión se alojó en una casa. Las coordenadas del lugar del accidente de Boeing están en el cuadro de información. La parte más grande del Cessna impactó a unas seis cuadras de distancia cerca de la calle 32 y Polk Avenue 32° 45′7.97″ N 117° 7′32.57″ W. La explosión y el fuego del choque del 727 crearon una nube en forma de hongo que se podía ver por millas (y fue fotografiada y filmada). Aproximadamente el 60% de todo el Departamento de Bomberos de San Diego fue finalmente enviado a la escena, y los primeros en responder dijeron que no se veía nada parecido a un avión, ya que el impacto, la explosión y los incendios habían destruido por completo el 727 sin componentes importantes restantes, excepto los motores, empenaje y tren de aterrizaje. Sin embargo, el área de impacto y escombros fue relativamente pequeña debido al ángulo empinado de nariz abajo del avión.
La compresión y las fuerzas G resultantes de la velocidad de impacto de aproximadamente 350 nudos (400 mph; 650 km/h) dieron como resultado una escena de increíble carnicería cuando los pasajeros y la tripulación fueron mutilados y desmembrados. Según un investigador de la NTSB:

La NTSB estimó que el 727 iba un poco menos de 400 millas por hora (350 kN; 640 km/h) cuando impactó el piso del garaje. Esto creó una onda de presión que viajó de regreso a través de la cabina de pasajeros, abriéndose la parte superior derecha de la cabina de pasajeros como si fuera una bolsa de papas fritas y luego expulsar todo fuera de la cabina de pasajeros a través del desgarro a más de 200 millas por hora (170 kN; 320 km/h). Esto tuvo un efecto como un papel. De todas las personas que estaban a bordo de este vuelo, solo cuatro cuerpos fueron recuperados completamente intactos. Se puede consuelo en el hecho de que es muy poco probable que alguien en la cabina de pasajeros sobreviviera a la ola de presión inicial cuando los golpeó. muerte mientras un pensamiento horrible fue muy, muy rápido y todos ya estaban muertos antes de que sus cuerpos fueran expulsados del avión y desmembrados. Los informes de partes de cuerpos en árboles y arbustos son correctos y no fueron exagerados. Reporteros de noticias veteranos que habían pensado que habían visto todo en sus carreras se podía ver vomitando en las cunetas junto a algunos policías. El lugar de un accidente aéreo nunca es bonito y es algo que no olvidará pronto si tiene la desafortunada suerte de presenciar uno, pero este es probablemente el peor de los peores. La NTSB terminó teniendo que enviar a sus investigadores de este accidente a los psiquiatras después de que concluyeron su investigación y yo había leído que la S.D. los departamentos de policía y bomberos ofrecieron lo mismo a su personal que respondió al lugar del accidente.

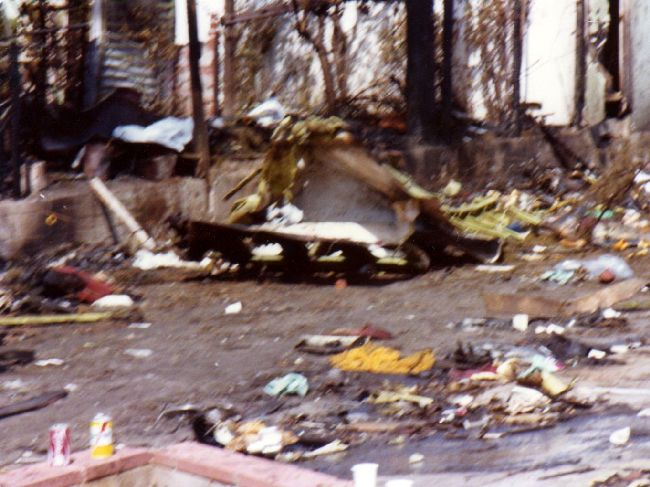
Restos tras el impacto.

Los únicos cuerpos intactos pertenecían a dos auxiliares de vuelo, el primer oficial Fox y un pasajero. Los restos del capitán McFerron nunca fueron identificados.
En total, 144 personas perdieron la vida en el desastre, incluidos los siete miembros de la tripulación del vuelo 182, 30 empleados adicionales de PSA que se dirigían a la base de PSA en San Diego, los dos ocupantes de Cessna y siete residentes (cinco mujeres y dos niños) en el suelo. Con 144 muertes, fue el accidente más mortal ocurrido en los Estados Unidos, superando la colisión en el aire en Nueva York de 1960, hasta ocho meses después, cuando el vuelo 191 de American Airlines se estrelló dejando un saldo de 273 muertes. Actualmente, es el sexto desastre de aviación más mortífero en los Estados Unidos (a diferencia del terrorismo), así como el desastre de aviación más mortífero en California.

## Consecuencias
A raíz de la devastación en el terreno en San Diego sobre la ubicación de un aeropuerto tan ocupado en un área densamente poblada. A pesar de las propuestas para reubicarlo, el Aeropuerto Internacional de San Diego, el aeropuerto comercial de pista única más transitado de Estados Unidos, sigue en uso. El lugar del accidente fue acordonado por la policía y permaneció así durante todo un año.
En ese momento, el vuelo 182 de PSA fue el desastre aéreo comercial más mortífero de los Estados Unidos, superado ocho meses después, el viernes 25 de mayo de 1979, cuando el vuelo 191 de American Airlines (un McDonnell Douglas DC-10) se estrelló en Chicago.
Como resultado del accidente, la NTSB recomendó la implementación inmediata de un área de servicio de radar terminal alrededor del campo Lindbergh para proporcionar la separación de las aeronaves, así como una revisión inmediata de los procedimientos de control para todas las áreas terminales ocupadas. Esta regla inicial no incluía aviones pequeños de aviación general. Por lo tanto, el 15 de mayo de 1980, la Administración Federal de Aviación, implementó lo que se llama espacio aéreo Clase B para proporcionar la separación de todas las aeronaves que operan en el área. Además, todas las aeronaves, independientemente de su tamaño, deben operar bajo «control de radar positivo», una regla que permite solo el control de radar desde tierra para todas las aeronaves que operan en el espacio aéreo del aeropuerto. 
En el momento del accidente, Lindbergh Field era el único aeropuerto en el condado de San Diego con un sistema de aterrizaje por instrumentos. Dado que el piloto de Cessna estaba practicando aterrizajes por instrumentos, la FAA instaló rápidamente el sistema en Montgomery Field y el aeropuerto McClellan-Palomar, así como un enfoque localizador para Gillespie Field, para permitir a los pilotos practicar en aeropuertos más pequeños. 
Como resultado de esta y otras colisiones en el aire (incluida una casi idéntica en 1986), el "Traffic Collision Alert and Avoidance System" (TCAS) está ahora instalado en todos los aviones comerciales de pasajeros y en la mayoría de los aviones comerciales de carga. TCAS da a los pilotos advertencias visuales y audibles en la cabina cuando dos aeronaves se acercan entre sí, y les indica a los pilotos que asciendan o desciendan para evitar la otra aeronave. Sin embargo, el sistema solo funciona si al menos una aeronave está equipada con TCAS y la otra con un transpondedor. Después de la colisión de Cerritos de 1986, todos los vuelos en Clase B debían tener un transpondedor en Modo C. La Organización de Aviación Civil Internacional no requiere TCAS en el tipo de aviones pequeños monomotores que estuvieron involucrados en el desastre de PSA o en el que involucró a AeroMéxico. Solo las aeronaves certificadas para transportar 19 o más pasajeros o que tengan un peso máximo de despegue de más de 12,600 lb (5,700 kg) se ven afectadas por la regla TCAS.
Debido a que la colisión PSA 182/Cessna fue el resultado de un error del piloto, se utiliza como ayuda didáctica en el entrenamiento de vuelo moderno. La Universidad Aeronáutica Embry-Riddle utiliza el accidente en las clases de «factores humanos», y otros se refieren a él mientras enseñan el espacio aéreo o las reglas de separación visual.